# Святополк Окаянний
Святопо́лк Володимирович або Святопо́лк Ярополчич (бл.975 — 1019) — великий князь київський (1015—1019). Князь турівський (988 за ін. дан. 1008—1015). Представник династії Рюриковичів. Син київського князя Ярополка I Святославича або Володимира I Великого. Згідно з «Повістю временних літ» його матір'ю була «грекиня» — дружина Ярополка, яка після смерті чоловіка стала наложницею його брата Володимира (хоча літопис стверджує, що Святополк був народжений від Ярополка, надалі він фігурує як син або названий син Володимира). Отримав в уділ Турів). Одружився з донькою польського князя Болеслава I Хороброго (до 1015). За підозрою у змові проти Володимира кинутий разом із дружиною та її духівником Рейнберном до в'язниці. Після смерті Володимира став одним із головних учасників боротьби за київський престол (1015—1019). Деякий час був київським князем (достовірно — із 14 серпня 1018). Карбував власні срібники зі своїм іменем. У ході усобиці спирався на допомогу Польщі. Зазнав поразки від Ярослава Мудрого й загинув. Негативний образ у традиційній історіографії склався на основі даних «Повісті» та творів борисо-глібського циклу, в яких невинні мученики Борис і Гліб протипоставлені своєму вбивцеві-братові Святополку. Прізвисько — Окаянний («як Каїн», «братовбивця»).

## Імена
- Святопо́лк Володи́мирович (д.-рус. Свѧтополкъ, Ст҃ополкъ) — в українській історіографії, як син Володимира.
- Святополк Яропо́лчич — в українській історіографії, як син Ярополка.
- Святопо́лк І, або Святопо́лк І Ки́ївський — у західній історіографії.
- Святопо́лк Окая́нний — з прізвиськом.
- Петро́ — хрещене ім'я.
- Святопо́лк-Петро́ Володи́мирович — комбіноване ім'я[1].
- Святопо́лк-Петро́ Яропо́лчич — комбіноване ім'я[1].

## Біографія

### Походження

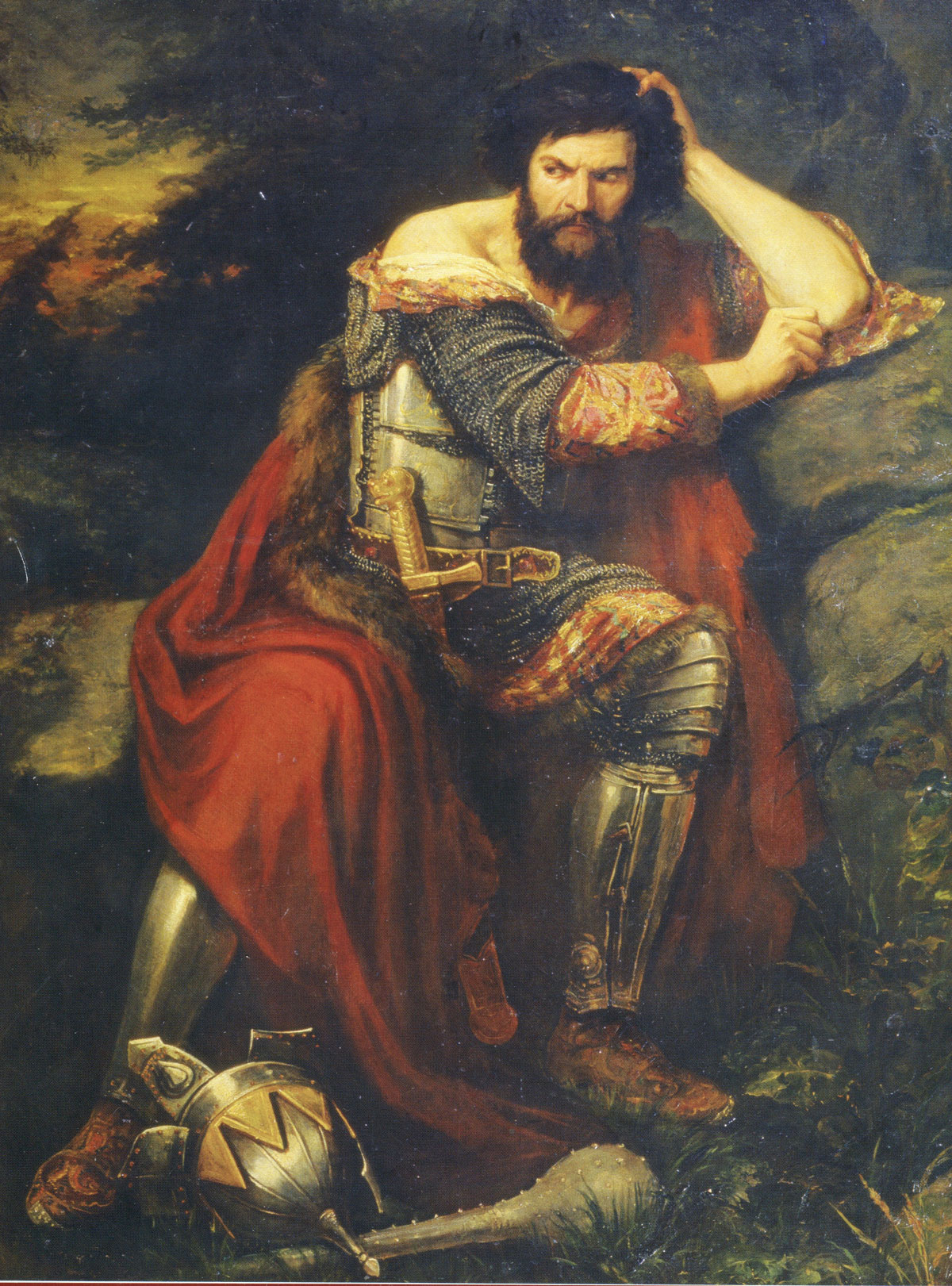
В.Шереметьєв. Святополк Окаянний. Луганський обласний художній музей

За розповіддю «Повісті врем'яних літ» Святополка народила гречанка, вдова київського князя Ярополка I, взята в наложниці його братом Володимиром. Літопис говорить, що грекиня тоді вже була вагітна (бе не праздна), таким чином, батьком його міг бути Ярополк. Проте Володимир вважав його своїм законним сином (одним із старших) і дав йому долю у Турові. Літописець називає Святополка сином двох батьків (от двою отцю) і зауважує з натяком на подальшу долю князя: «від гріховного плід злий буває».
Не виключено, що ця історія є пізнішою легендарною вставкою; найдавніший текст новгородського першого літопису без застережень іменує Святополка сином Володимира, так само пише і Тітмар Мерзебурзький. Висувалася також гіпотеза, що Святополк був сином не гречанки, а «чешки», однією з перших дружин Володимира.
У «Повісті врем'яних літ» інший син Володимира, Ярослав, що став Великим князем Київським Ярославом Мудрим, поставлений попереду Святополка. У Новгородському першому літописі Ярослав Мудрий займає четверту позицію, яка, на думку істориків, мабуть, більш відповідає дійсності. Чутка про народження Святополка від двох батьків дає підставу вважати, що він народився через 7-9 місяців після вступу Володимира до Києва в червні 980 року, відповідно Святополк міг народитися на початку 981 року.
Частина істориків продовжує вважати дискусійним походження Святополка. М. Котляр на підставі тамги на монетах Святополка вважає, що сам князь декларував своє походження від Ярополка. Якщо ця версія правильна, а інтерпретація княжих тамг досить спірна (двозуб був і на тамзі Мстислава Володимировича, знайденій на Тамані), то це доводить намагання Святополка відмежуватися від Володимира та інших його синів. Відомо, що у 1018 році Святополк взяв у заручниці мачуху і сестер Ярослава; це було б навряд чи допустимо, якщо б він також вважав себе сином Володимира.

### Шлюб

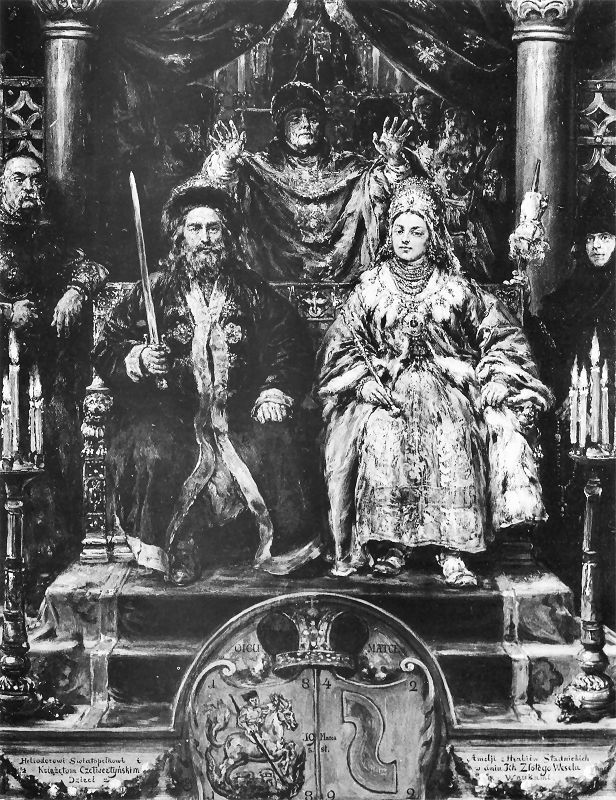
Ян Матейко. Шлюб Святополка з донькою Болеслава Хороброго

У 1009 чи на початку 1010 одружився з польською князівною, донькою польського князя Болеслава I Хороброго. Вона народилася від третього шлюбу з Емнільдою між 991 та 1001 роками і померла після 14 серпня 1018 року. Більшість дослідників датують шлюб 1013-1014 роками, вважаючи, що він був наслідком миру, укладеного з Польщею після невдалого походу Болеслава. Однак, поза увагою залишається місія цистерціанця Бруно 1008 року, яка могла закінчитися миром, скріпленим шлюбом. Святополк займав турівський престол десь з 990 року, його землі межували з Польщею, і тому саме його обрав Володимир Святославич як кандидата на одруження з польською принцесою.

### Князювання і вбивство братів

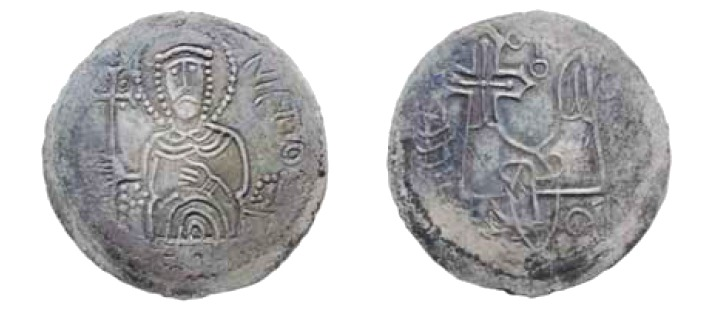
Срібник Святополка. Праворуч його княжий знак у вигляді двозубця, лівий кінець якого увінчано хрестом

Незадовго до смерті Володимира I Великого перебував у Києві в ув'язненні; разом з ним під варту було взято його дружину (доньку польського князя Болеслава I Хороброго) і духівника дружини, єпископа колобжезького Рейнберна, який помер у в'язниці. Причиною арешту Святополка був, мабуть, план Володимира заповідати престол своєму улюбленому синові Борису; примітно, що й інший старший син Володимира, новгородський князь Ярослав, також біля цього часу повстав проти батька.
Після кончини Володимира I Великого 15 липня 1015 року Святополк виявився ближчим від усіх інших братів до Києва, вийшов на свободу і без особливих труднощів вступив на престол; його підтримав і народ, і бояри, що складали його оточення у Вишгороді під Києвом.
У Києві Святополк встиг випустити срібляники (відомо 50 таких монет), схожі на срібляники Володимира. На лицьовій стороні зображення князя з круговим написом: «Святополк на столі [престолі]». На зворотному боці: княжий знак у вигляді двозубця, лівий кінець якого завершується хрестом, і напис: «А се його срібло». На деяких монетах Святополк іменується своїм християнським ім'ям Петрос або Петор.
Протягом того ж року були вбиті три зведених брати Святополка — Борис, муромський князь Гліб і древлянський Святослав. «Повість временних літ» звинувачує Святополка в організації вбивства Бориса і Гліба, які при Ярославі були прославлені як святі мученики і були рідними синами батька вбивці. Згідно з літописом, Святополк послав вишгородських мужів убити Бориса, дізнавшись, що брат ще живий, велів варягам добити його. Гліба він, згідно з літописом, закликав ім'ям батька до Києва і послав людей вбити його по дорозі. Святослав загинув, намагаючись втекти від убивць до Угорщини.
Однак, існують і інші теорії з цього приводу. Зокрема, скандинавська «Сага про Еймунда» згадує про війну між конунгом Яріслейфом (Ярославом) і його братом Буріслейфом, де Яріслейф наймає варягів для боротьби з братом і в підсумку перемагає. Ім'я Буріслейфа багатьма ідентифікується з Борисом (пор. також зв'язок імені Борис з ім'ям Борислав), але за іншою версією це ім'я князя Болеслава Хороброго, яким сага називає його союзника Святополка, не розділяючи їх. Також, хроніка Тітмара Мерзебурзького, в якій розповідається, як Святополк утік до Польщі, часто інтерпретується на користь його невинності, тому що в ній немає згадки про князювання Святополка в Києві (що, однак, суперечить існуванню монет Святополка) і яких-небудь дій проти Бориса і Гліба.

### Боротьба з Ярославом

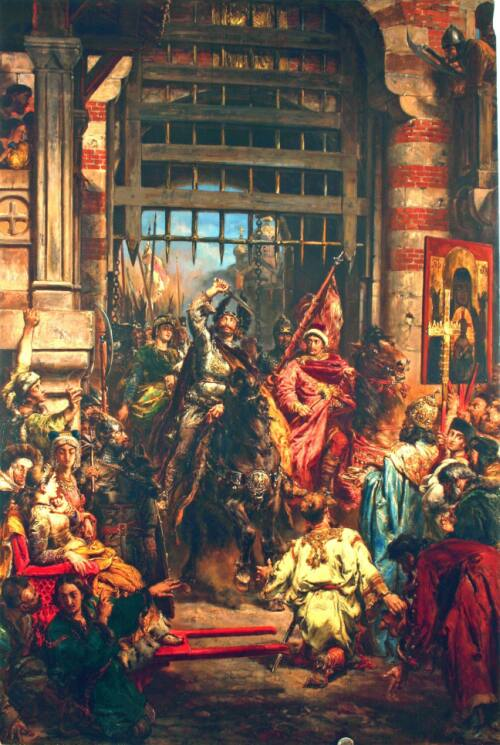
В'їзд Болеслава Хороброго і Святополка Окаянного до Києва

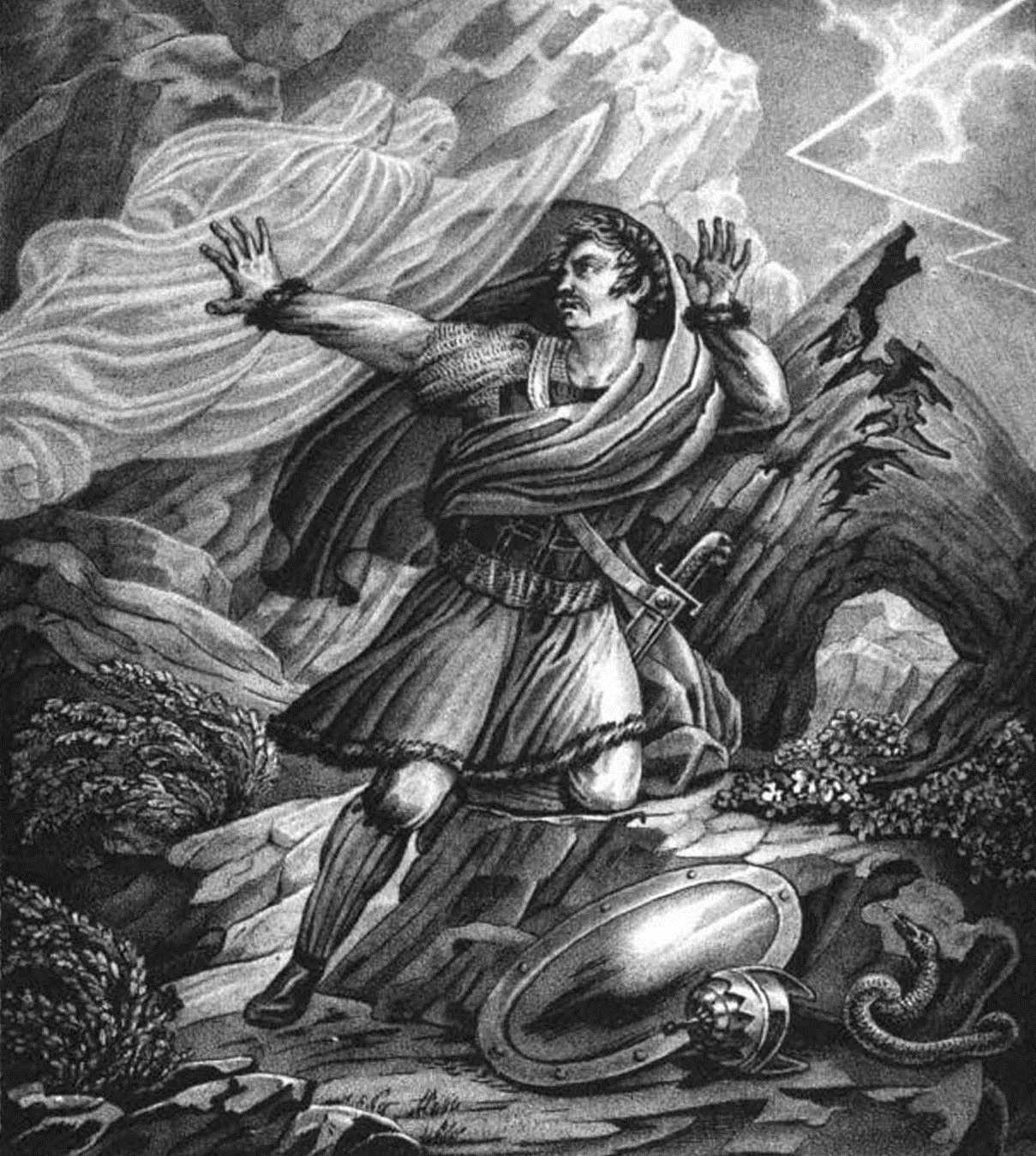
Втеча Святополка

Почалася боротьба за владу між Святополком і Ярославом. У 1016 році Ярослав виступив з новгородським і варязьким військом проти брата. Війська зустрілися під Любечем на Дніпрі, жодна сторона довго не наважувалася першою перейти річку і дати бій. Нарешті, Ярослав атакував, скориставшись моментом, коли Святополк бенкетував з дружиною. Війська київського князя були розбиті і скинуті в річку, Ярослав захопив Київ. Переможений Святополк утік у степ. «Ярослав же сів у Києві на столі отчім».
Проте боротьба не закінчилася. За Святополком стояли кочовики й поляки, а Ярослав Мудрий розраховував на допомогу шведів та Північної Русі, а також на підтримку киян. Щоб поповнити сили, 1016 року він знову відбув у Новгород. Скориставшись цим, Святополк у 1017 році з'явився під мурами столиці з печенігами. Проте Ярослав Мудрий уже повернувся зі свіжими силами. Готуючись до вирішальної битви, він поставив у центр варягів (на чолі з Егмундом, сином норвезького короля Рінга), на правому фланзі — киян, на лівому — новгородців. Печеніги атакували і прорвались аж до недобудованого Софійського собору, який дуже постраждав від пожежі, але надвечір були остаточно розбиті й у паніці розсіялися ярами та лісами. Святополк сховався в тестя — Болеслава I Хороброго, чия влада на той час поширювалася не тільки на територію Польщі в її сучасних кордонах, а й на землі Моравії та Словаччини, від Балтійського моря до Дунаю. У вересні 1017 року Ярослав Мудрий виступив проти Болеслава, але той, спішно помирившись у жовтні з німецьким імператором, зумів виставити сильне військо. Ярослав Мудрий заволодів лише одним польським містом. Наближення зими змусило його відвести свої сили до Києва.
У 1018 році війну було відновлено. В червні, як тільки просохли дороги, Святополк і Болеслав з польськими військовими загонами, німецькими й угорськими найманцями та допоміжними печенізькими загонами вирушили на Волинь. Ярослав виступив їм назустріч. Дружини зустрілися на Бузі, де польська армія під командою Болеслава розбила новгородців, Ярослав знову втік до Новгорода. Болеслав зі Святополком у серпні вступили в Київ, де перед Софійським собором їх з іконами й мощами святих зустрічала очолена митрополитом делегація.
Святополк знову зайняв Київ. В 1019 році Ярослав знову виступив проти Святополка. Він розбив Святополка і вступив у столицю. Святополк утік у степи і знову покликав печенігів. Наприкінці липня на річці Альті, на тому самому місці, де три роки тому було вбито князя Бориса, полки Ярослава заступили дорогу кочовикам. У запеклій битві, що тривала весь день, їх було остаточно розбито. Ярослав Мудрий зламав могутність печенігів, які близько ста років загрожували південним рубежам Київської Русі. Святополк, не покладаючись уже ні на степові орди, ні на Болеслава, утік. Руські джерела повідомляють, що під час втечі поранений Святополк Володимирович загинув у пустелі десь «між Ляхи і Чехи», та це є дослівним перекладом польської приказки і означає: «ніхто не знає, де і як». Інший руський літописець записав, що Святополк утік до Берестя, де, мабуть, й помер від ран.
Ярослав зробив усе, щоби представити свого суперника у найгіршому світлі, і до літописів Святополк увійшов як братовбивець, а до історії як Святополк Окаянний. Існують спроби істориків переглянути повідомлення джерел, свого роду виправдавши Святополка. При цьому як можливі вбивці Бориса і Гліба розглядаються також Ярослав та Мстислав.

## Сім'я
- Батько: Володимир (963? —1015), князь новгородський (970—980), великий князь київський (980—1015) / Ярополк Святославич (?—980), великий князь київський (972—980)
- Матір: NN, грекиня
- Брати і сестри:
  - Вишеслав (бл. 980—бл. 995? до 1010), князь новгородський (990—1010)
  - Ізяслав (981—1001), князь полоцький (бл.990—1001)
  - Святослав (бл.982—1015), князь древлянський (990—1015)
  - Ярослав (бл.983—20.02.1054), князь ростовський (990—?), великий князь київський (1015—1054)
  - Мстислав (бл.983—1036), князь тмутороканський (бл. 990/1010—1023), чернігівський (1015—1036)
  - Предслава (між 983/986— після 1011 до 1042) ∞ наложниця польського короля Болеслава І
  - Всеволод (між 983/984—до 1015), князь володимирський (990—1008/1013)
  - Станіслав (бл.985—до 1015), князь смоленський (990—1015)
  - Судислав (бл.986? —1063), князь псковський (1014—1036)
  - Борис (л.986? —1015), князь ростовський (1010—1015)
  - Гліб (бл.987 ? —1015), князь муромський (1013—1015)
  - Прямислава (бл.987/988—?) ∞ Ласло Лисий, угорський князь
  - NN Володимирівна (?—?) ∞ Бернгард II, маркграф Північної марки
  - Позвізд (до 988/989—1015 ?), мав володіння на Волині.
  - Добронега (до 1011—1087) ∞ Казимир І, князь польський

## Археологічний запис
Підклад I-S2077 Y-DNA гаплогрупи I-Z63 був відібраний на елітному воїні, похованому в Бодзі (Польща), в багатому похованні приблизно 1010—1020 н. е. Всі артефакти вказують на міцне відношення до правлячої еліти Київської Русі, тому ця людина, яка, ймовірно, піддалася бою з ранами, була в тісних стосунках зі Святополком. Кладовище в Бодзі є винятковим з точки зору зв'язків Скандинавської та Київської Русі. Чоловік Бодзя (зразок VK157, або поховання E864 / I) не був простим воїном із княжої свити, але сам належав до княжої родини. Його поховання є найбагатшим на цілому кладовищі, крім того, аналіз емалі зубів Стронцію показує, що він не був місцевим. Передбачається, що він приїхав до Польщі зі Святополком і в бою зустрів насильницьку смерть. Це відповідає подіям 1018 р. Н. Е., Коли Святополк зник після відступу з Києва до Польщі. Не можна виключати, що чоловік Бодзя був самим Святополком.

## У художній літературі
- Вільгельм Кюхельбекер, поема «Святополк Окаянний» (1824).
- Олена Клименко, п'єса «Святополк Окаянний» (1974).
- Борис Чіп, трагедія «Святополк Окаянний» (1989).
- Сергій Мосіяш, роман «Святополк Окаянний» (1996).
- Юрій Джеджула, роман «Святополк Окаянний» (2006).
- Олександр Майборода, роман «Святополк Окаянний» (2010).
- Віктор Гребенюк, трагедія «Борис та Святополк», глава з епосу «Діяння небожителів» (2011).

### Монографії
- Войтович Л.  Князівські династії Східної Європи (кінець IX — початок XVI ст.). Львів: Інститут українознавства, 2000.

### Статті
- Котляр, М. Ф. Чи Святополк убив Бориса і Гліба? // Український історичний журнал, 1989, № 12.

### Довідники
- Котляр М. Святополк Окаянний, Святополк-Петро Володимирович або Святополк-Петро Ярополчич // Енциклопедія історії України : у 10 т. / редкол.: В. А. Смолій (голова) та ін. ; Інститут історії України НАН України. — К. : Наукова думка, 2012. — Т. 9 : Прил — С. — С. 486. — ISBN 978-966-00-1290-5.
- Святополк // Українська мала енциклопедія : 16 кн. : у 8 т. / проф. Є. Онацький. — Накладом Адміністратури УАПЦ в Аргентині. — Буенос-Айрес, 1964. — Т. 7, кн. XIII : Літери Риз — Се. — С. 1707. — 1000 екз.